# Астолф дьо Кюстин
Асто̀лф Луѝ Леоно̀р дьо Кюстѝн (на френски: Astolphe Louis Léonor de Custine) е френски писател и благородник (маркиз).

## Живот
Роден е на 18 март 1790 година в Нидервилер в благородническо семейство. Дядо му, Адам Филип дьо Кюстин, е генерал в Революционните войни, но е екзекутиран заедно с баща му от якобинците през 1793 година. Отгледан е от майка си, писателката Делфин дьо Сабран Кюстин, и получава добро образование, известно време е на дипломатическа служба. Пътува много из Европа и става известен със своите пътеписи, най-вече с книгата си „Русия през 1839 година“ (на френски: La Russie en 1839), която дълго време е забранена в Русия, заради критичните коментари към руския обществен живот.
Астолф дьо Кюстин умира от инсулт на 25 септември 1857 година в Париж.